# Myxexoristops arctica
Myxexoristops arctica är en tvåvingeart som först beskrevs av Zetterstedt 1838.  Myxexoristops arctica ingår i släktet Myxexoristops, och familjen parasitflugor. Arten är reproducerande i Sverige.